# Paul Morphy
Paul Charles Morphy (2. juni 1837 i New Orleans, Louisiana, USA – 10. juli 1884 New Orleans) var en amerikansk skakspiller. Han blev regnet for den stærkeste spiller i sin tid og betegnes af mange som uofficiel verdensmester i skak. Han var desuden det første vidunderbarn inden for moderne skak.

## Liv og virke

### Tidlig barndom
Paul Morphy blev født ind i en fornem og velhavende familie. Hans far, Alonzo Michael Morphy, var advokat og arbejdede sig op gennem systemet fra offentlig anklager til højesteretsdommer. Hans mor, Louise Thérèse Félicité Thelcide Le Carpentier, stammede fra en fremtrædende kreolsk familie.
Ifølge hans barndomsven Charles A. Maurian viste Paul Morphy sit talent første gang, da han så et parti mellem hans far og hans onkel, Ernest Morphy, en af byens stærkeste skakspillere. Efter et par timers spil med heftig udveksling af brikker nåede de en stilling, hvor onklen forsøgte sig med et par skakker, men tilsyneladende ikke kunne få has på modstanderens konge, og derfor foreslog en remis, hvilket Pauls far tog imod. Da de havde ryddet brættet for at gøre klar til et nyt spil sagde den unge Paul, at onklen burde have vundet spillet. Da de spurgte, hvad han vidste om det, bad han om lov til at vise det på brættet. Og ganske rigtigt havde han set et afgørende tårnoffer, som onklen havde overset.

### Meriterende sejre som barn
Allerede før han fyldte ni, havde Paul Morphy opnået et vist ry. Således blev general Winfield Scott, som var en tidens stærkeste amatørspillere, sat over for den otteårige Morphy, da han var på besøg i en lokal skakklub for at få et parti. Først troede generalen, at der var tale om en malplaceret spøg, hvilket gjorde ham vred. Han fik dog at vide, at han nok skulle få sin sag for, og ganske rigtigt: I løbet af ti træk havde drengen sat generalen mat. I et nyt parti afjorde Paul Morphy sagen i seks træk. Dette var hans første offentlige fremtræden.
Et par år senere, da Paul var 12, var den stærke ungarske professionelle skakspiller Johann Jacob Löwenthal i byen og blev udfordret til en uformel match. Löwenthal var vant til at sætte unge talenter på plads og blev ifølge Ernest Morphy tydeligt overrasket over Pauls stærke spil. Morphy vandt samtlige tre partier i matchen.

### New York kalder
Fra 1850 og en årrække frem koncentrerede Paul Morphy sig om skole og studier. Han tog en juraeksamen fra University of Louisiana i 1857, dvs. i en alder af knap 20 år. Da han var for ung til at praktisere, havde han pludselig masser af tid.
Fra engang i 1856 havde Pauls onkel, Ernest, forsøgt at lokke modstandere til New Orleans, men i januar 1857 havde ingen taget imod udfordringen, og Paul Morphy opgav sin trone. I mellemtiden havde han han mistet sin far, som var død af en infektion i et skadet øje. Det havde ramt familien hårdt, og derfor havde han meldt afbud til den kommende første amerikanske skakkongres, hvor han skulle deltage i hovedturneringen. Men han blev overtalt til at tage af sted, og den 4. oktober 1857, aftenen før turneringen, gjorde han sin entre i New York Chess Club.
Morphy vandt turneringen i overbevisende stil efter kun at have afgivet tre remiser og et tabsparti.

### Europas erobring
Herefter var Morphy klar til at indtage Europa. Da han stadig var for ung til at praktisere som advokat, tog han imod en invitation til en turnering i Birmingham i 1858. I stedet for at spille med i selve turneringen bankede han de førende engelske mesterspillere efter tur, dog undtaget den gamle mester Howard Staunton, som det ikke lykkedes at få en match imod.
Paul Morphy tog over Den Engelske Kanal til Paris, hvor han på Café de la Régence, Frankrigs skakcentrum, udfordrede den lokale professionelle, Daniel Harrwitz, og slog ham eftertrykkeligt.
Mens han var i Paris fik han "maveinfluenza" og blev efter tidens lægemode behandlet med igler, hvilket medførte et anseeligt blodtab. Selv om han var for syg til at stå op uden hjælp insisterede han på at gennemføre en match med den tyske mesterspiller Adolf Anderssen, som var på besøg i byen, og som af mange regnedes for Europas stærkeste spiller på dette tidspunkt. På trods af sin svaghed vandt Morphy let: Syv gevinster, to tab og to remis. Anderssen angav bagefter, at han var ude af form, men anerkendte, at Morphy var den bedste spiller – og mente endda, at han var bedre end Louis de la Bourdonnais, Frankrigs skakkonge.
Morphy, som stadig kun var 21 år gammel, var efterhånden en berømthed – ikke mindst takket være sine blindskak-opvisninger, hvor han spillede med bind for øjnene mod op til otte spillere på en gang. Og da han fejede al modstand til side kaldte mange ham "verdensmester".

### Farvel til skakken
Paul Morphy var dog ved at blive træt af skak, især skakpolitik. Han holdt efterhånden op med at spille partier, hvor han ikke gav træk og bonde forud (dvs. spillede med sort uden b-bonden). Samtidigt havde familien – som tidligere havde forsøgt at få ham til at opgive skakken og komme hjem – sendt hans svoger, John D. Sybrandt, til Paris for at skynde på ham.
I USA spillede han en række opvisningspartier og blev bl.a. fejret ved en stor banket i New York.
Da han tog hjem til New Orleans i slutningen af 1859, annoncerede han, at han ville møde enhver, hvor han gav træk og bonde forud (forgave). Da ingen tog imod udfordringen forlod han i løbet af 1860 skakken. Ifølge barndomsvennen Charles A. Murrian afgav han et løfte til sin mor om aldrig mere at spille et parti skak offentligt eller om penge og aldrig at skrive eller tillade skriverier om skak i hans navn.
På den tid blev professionelt skakspil anset for at ligge på niveau med hasardsspil, og Morphy anså ikke skakken som andet end et tidsfordriv – ikke noget man kunne bygge en karriere på.
Under den Amerikanske Borgerkrig som begyndte i 1861, opholdt Morphy sig i starten i New Orleans, men tog senere over Havanna, Cuba og Cadiz, Spanien til Paris.
Muligvis var det hans krigsmodstand som gjorde, at han aldrig fik gang i sin praksis, da han forsøgte sig efter krigen. Under alle omstændigheder varede forsøget kun et par måneder. 
Både under sit ophold i Paris under borgerkrigen og senere, da han rejste med moderen og søsteren til Paris i 1867, var der løbende rygter, om at han skulle deltage i matcher eller turneringer, men han vendte aldrig tilbage til konkurrenceskak. Han spillede løse partier med venner og bekendte dog aldrig uden at give mindre end springer forud. En gang imellem gav han blindskak- eller simultanforestillinger.
1872-1874 var han partner i et advokatfirma, Fellowes and Morphy, men der findes ikke vidnesbyrd om hans forretninger. Og så sent som 1877 skrev Charles A. Murrian i et brev til The New York Sun, at Paul Morphy praktiserede jura i New Orleans og at han
ind imellem spillede skak med springer-forgave. Desuden understregede han, at Paul Morphy aldrig var blevet erklæret sindssyg, som det var blevet hævdet i avisen.

### Mørke skyer over Morphy
Det var dog ikke uden grund, at The New York Sun havde skrevet, at Morphy tilsyneladende var sindssyg. Der var flere episoder, hvor han havde overreageret kraftigt ud fra en opfattelse af, at andre var ude efter ham.
Wilhelm Steinitz, som i 1886 blev den første officielle verdensmester i skak, opsøgte i 1883 Morphy under påskud at ville tale med ham om international lovgivning. Ifølge hans beretning til New York Tribune 22. marts 1883 var Morphy en interessant mand at tale med og tilsyneladende ved godt helbred. Efter Steinitz' mening savnede han dog medicinsk behandling.
Steinitz hævdede i artiklen, at Morphys problemer stammede fra tabet af faderens – anseelige – formue, og at Morphy havde fået den ide, at der var en konspiration om at holde ham fattig. 
Morphy døde den 10. juli 1884 og blev begravet på Saint Louis Cemetery #1.